# Врис, Ауке де

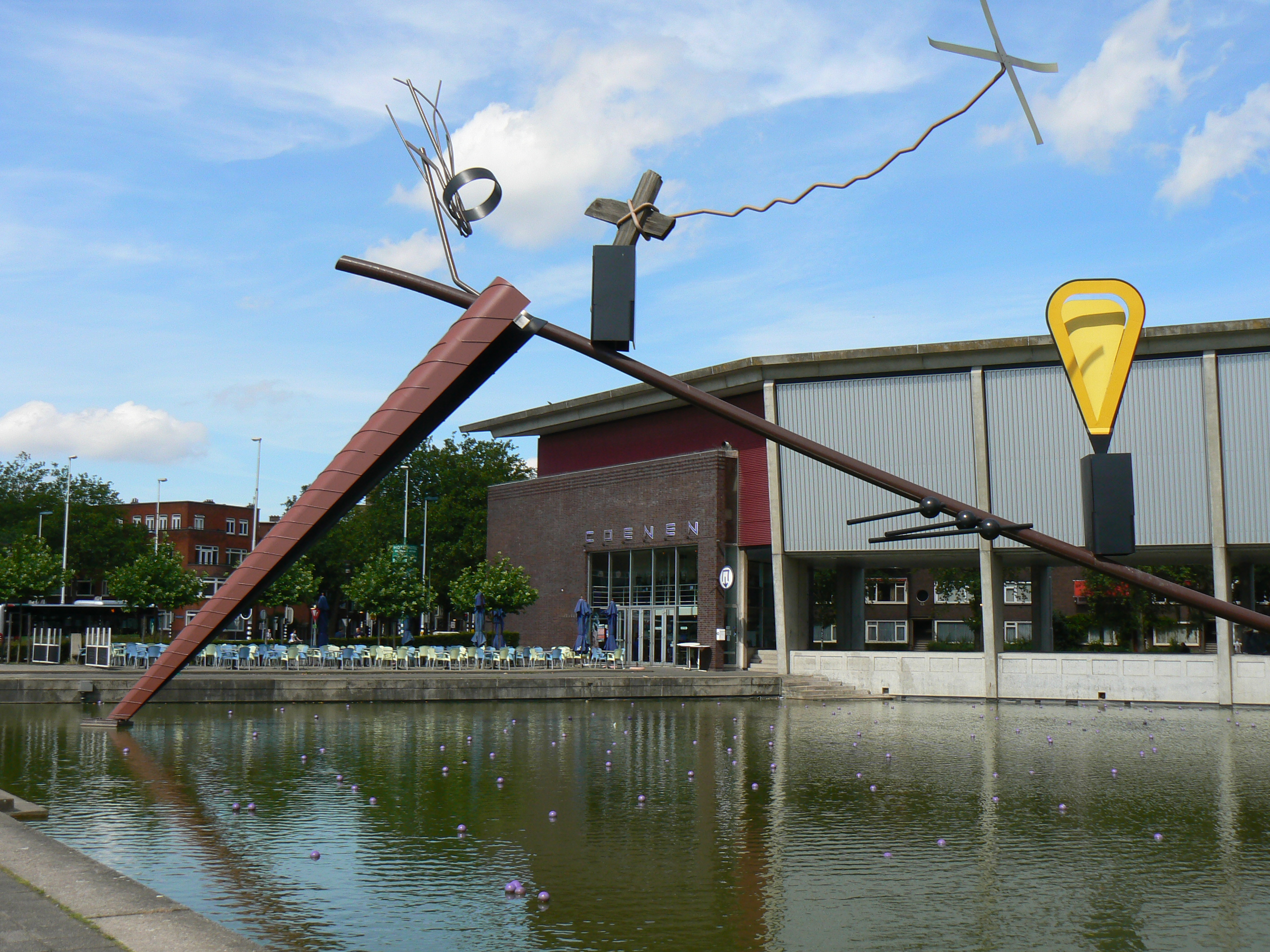
Скульптура в Нидерландском архитектурном институте в Роттердаме

Ауке де Врис (нидерл. Auke de Vries) (27 октября 1937 года, Бергюм, Фрисландия) — скульптор и художник. Его работы находятся в частных и публичных коллекциях различных городов мира.

## Биография
Изобразительному искусству Ауке де Врис начал обучаться в Королевской Академии изобразительных искусств в Гааге.
Сначала он работал как художник и график. В 1970-х годах Ауке де Врис начинает работать над скульптурами из металла. Его скульптуры — это абстрактные конструкции, состоящие из линий, геометрических фигур, конусов, кубиков, цилиндров, и плоскостей. Объекты образуют лёгкие воздушные композиции, словно парящие в воздухе. Свои работы де Врис размещает в публичных пространствах или же на архитектурных строениях.
- С 1972 по 1986 год Ауке де Врис преподавал в Королевской Академии изобразительных искусств в Гааге.
- С 1986 по 1996 год де Врис преподавал в Национальной Академии изобразительных искусств[англ.] в Амстердаме.
- В 1997 году получил премию «Ouborgprijs», названную в честь художника Пита Ауборга[англ.], а в 2005 году — знаменитую Культурную премию города Гаага.

В настоящее время живёт и работает в Гааге.

## Творчество
В основном работы художника представлены в публичном пространстве.
Самые значительные произведения:
- 1970 г. Лелистад: скульптура, ратуша;
- 1982 г. Роттердам: скульптура Maasbeeld (скульптура над рекой Маас), 200 м в длину;
- 1983 г. Амстердам: Подвешенная скульптура, Meibergdreef;
- 1984 г. Гаага: Без названия, Министерство Иностранных дел;
- 1986 г. Гаага: Без названия, Центр Логистики «РТТ[нем.]»;
- 1992 г. Леуварден: Без названия, Rengerslaan;
- 1992 г. Барселона: Без названия;
- 1992 г. Гронинген: Без названия, Hoornsepad;
- 1993 г. Людвигсбург: Змея на перекрестке[нем.];
- 1993 г. Амстердам: Без названия, Kostverlorenvaart/ Hugo de Grootgracht[нидерл.];
- 1994 г .Роттердам: Скульптура, Нидерландский архитектурный институт;
- 1994 г. Гаага: Без названия, скульптурная аллея;
- 2000 г. Ганновер: Подарок Нидерландов на Expo 2000;
- 2001 г. Берлин: Landed bzw. Gelandet, Debis-Haus;
- 2001 г. Магдебург: Для Дафны, Мост мира (Brücke des Friedens);
- 2002 г. Харлеммермер: Скульптура Floriade;
- 2005 г. Висбаден: Без названия, Кранцплатц (Kranzplatz).

## Персональные выставки
- 1998 г. Ауке де Врис — Скульптура, Висбаден;
- 1998 г. Ауке де Врис — Скульптура/Объект, Галерея Хаснера, Висбаден, Германия;
- 2000 г. Униформа для фризской армии, Музей Гементе, Гаага, Нидерланды;
- 2002 г. Скульптура и графика, Де Зонненхоф, Амерсфорт, Нидерланды;
- 2002 г. Скульптура и крупномасштабные проекты, Институт Нидерландов, Париж, Франция;
- 2002 г. Жизнь в деревьях, Йоркширский парк скульптуры, Йоркшир, Великобритания;
- 2003 г. Скульптура и графика, Галерея «Novelles Image», Гаага, Нидерланды;
- 2003 г. Скульптура и графика, Галерея Tegenbosch, Хёсден, Нидерланды;
- 2004 г. Жизнь в деревьях, Скульптура и графика, Музей «Монастырь наших любимых женщин»(«Kloster Unserer Lieben Frauen»), Магдебург, Германия;
- 2004 г. Скульптура и графика, Галерея Хаснера, Висбаден, Германия;
- 2004 г. После дождя, мысли о Стамбуле — After the Rain, a commentary on the city of Istanbul, Скульптура, Аедес, Берлин;
- 2005 г. Скульптура и графика, Галерея «Nouvelles Images», Гаага, Нидерланды;
- 2006 г. После дождя/Низкая скорость Рай — After the Rain/Slow Speed Paradise, Stroom Den Haag, Гаага, Нидерланды;
- 2006 г. Скульптура и графика, Галерея Seippel, Кёльн, Германия.

## Галерея

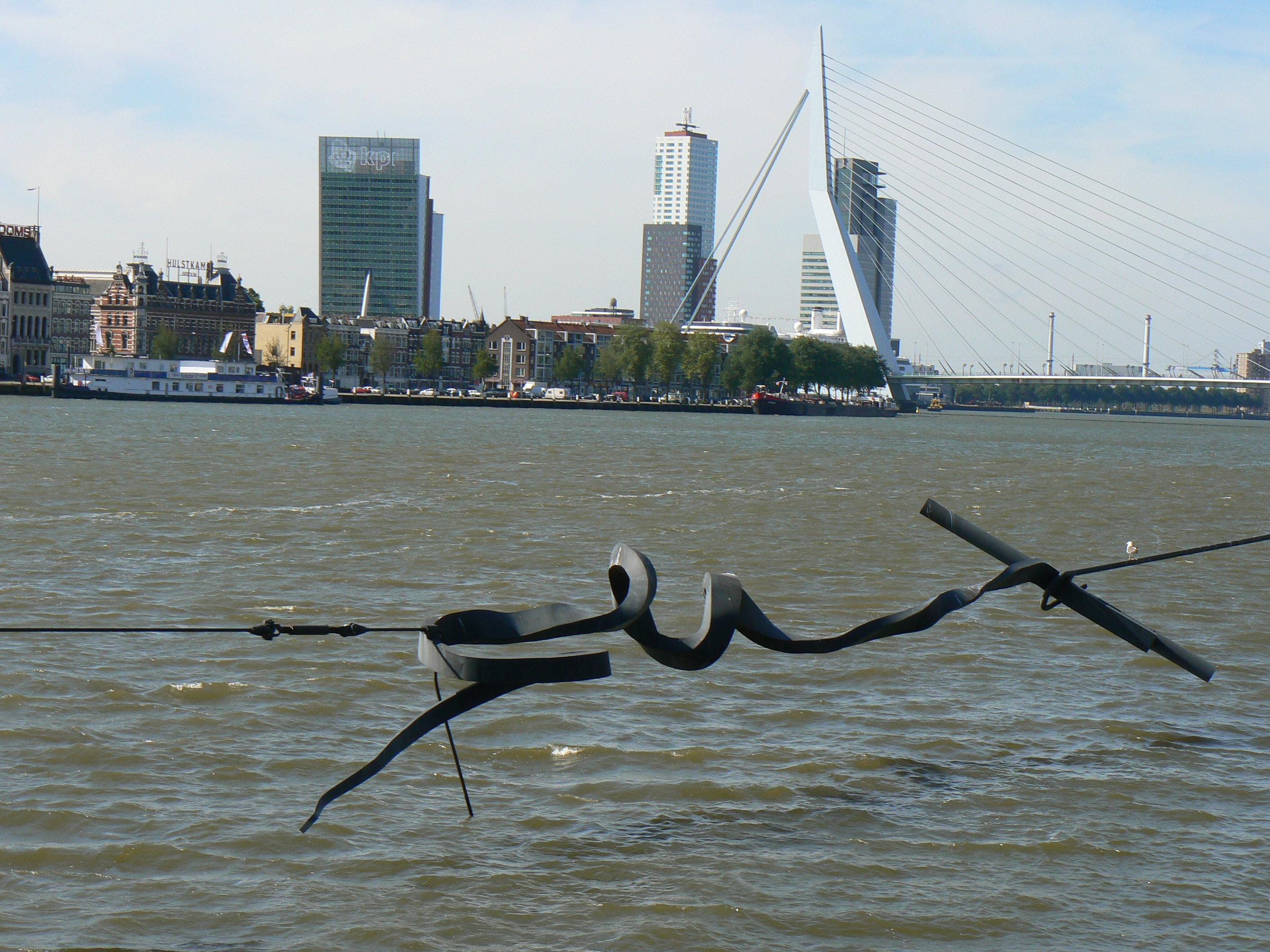
Скульптура реки Маас — Maasbeeld[нидерл.] в Роттердаме (1982)
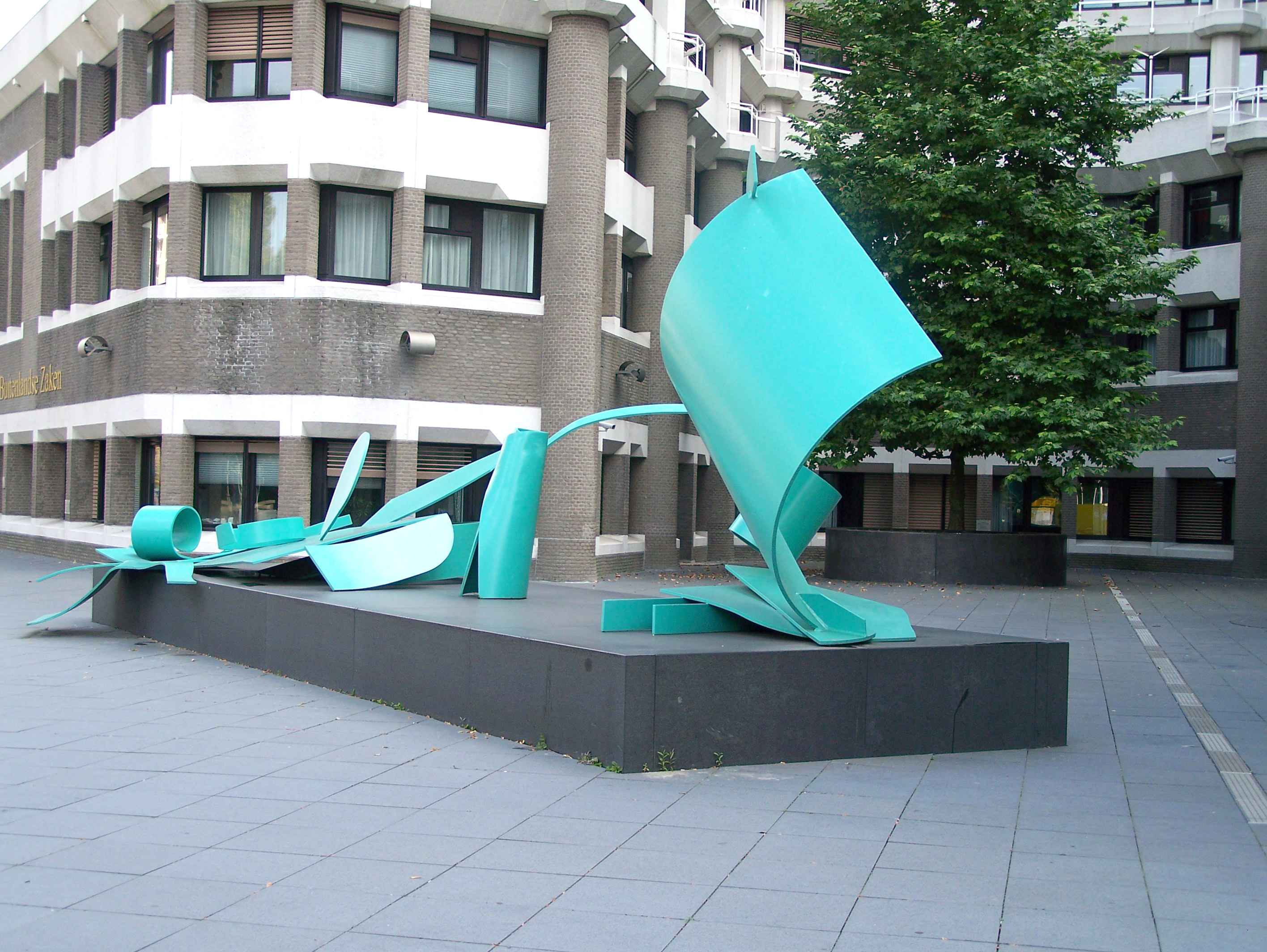
Без названия у министерства иностранных дел Нидерландов в Гааге (1984)
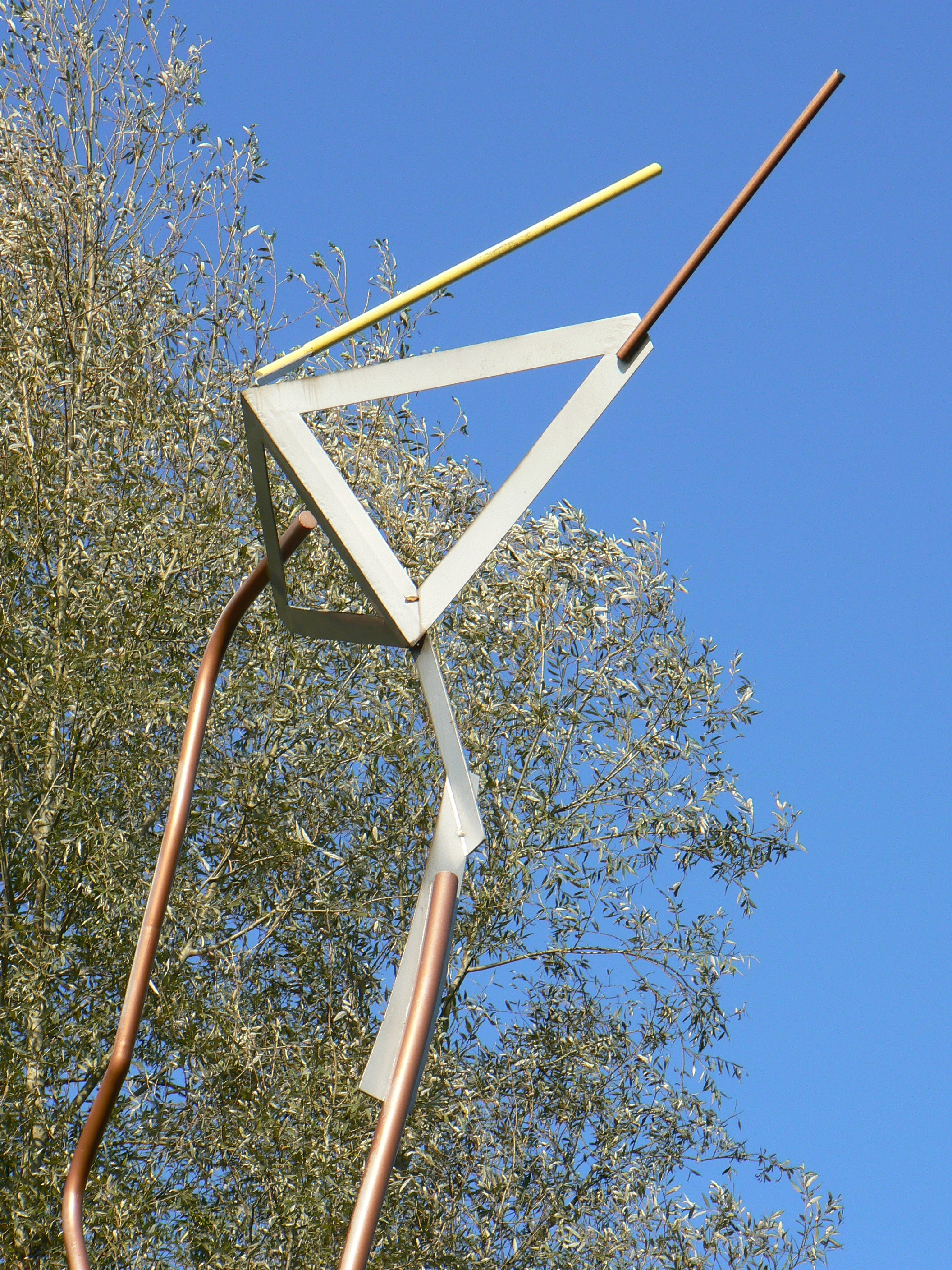
Без названия на тропе Hoornsepad в Гронингене  (1992)
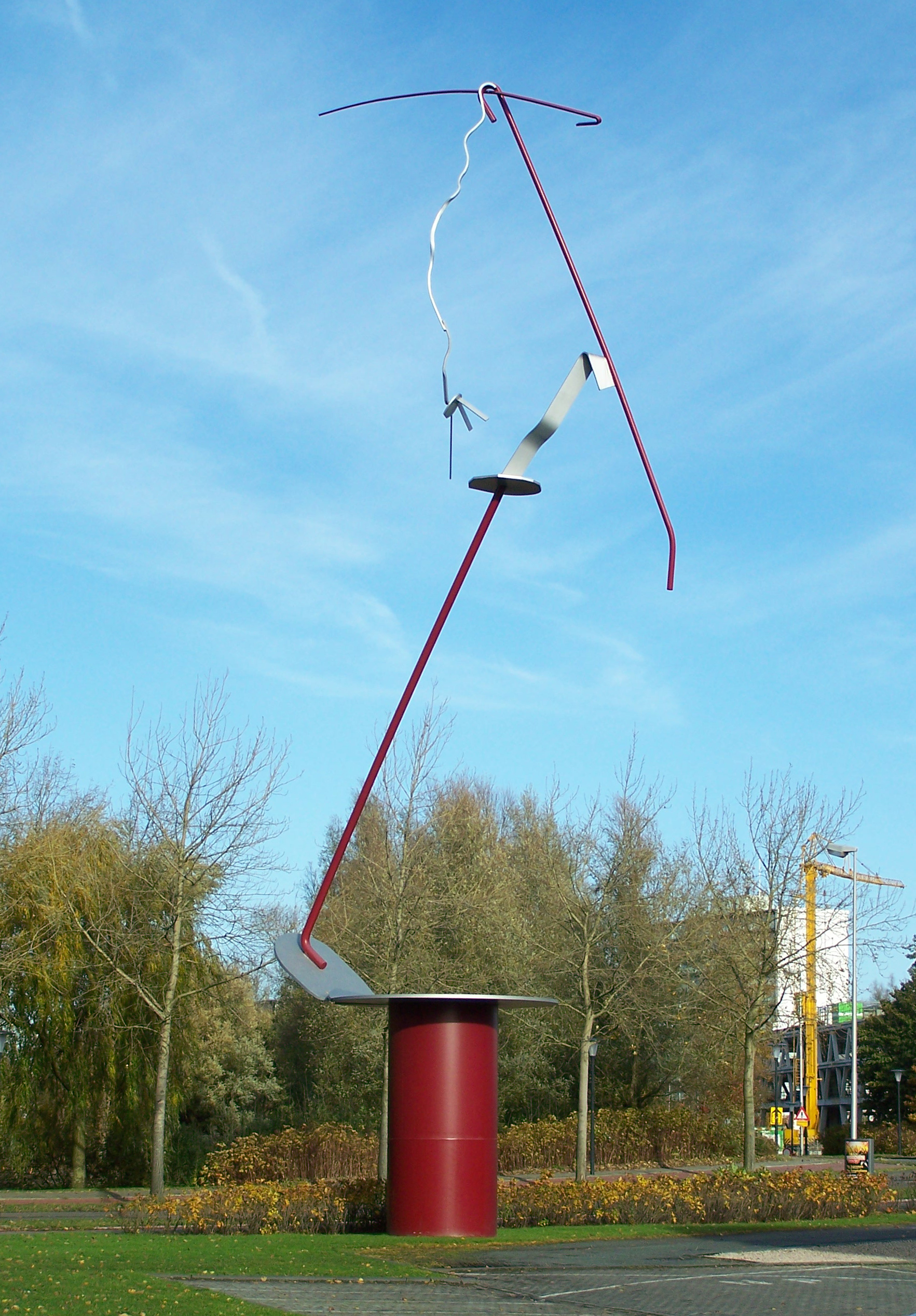
Без названия на улице Rengerslaan в Леувардене
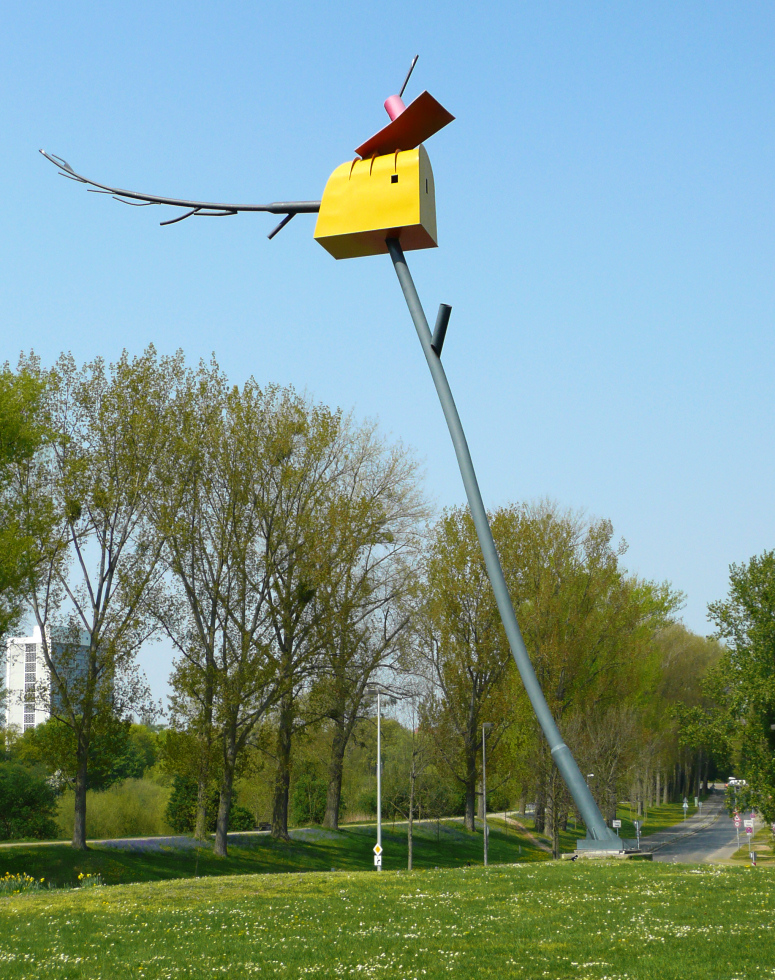
Без названия в Ганновере (2000)
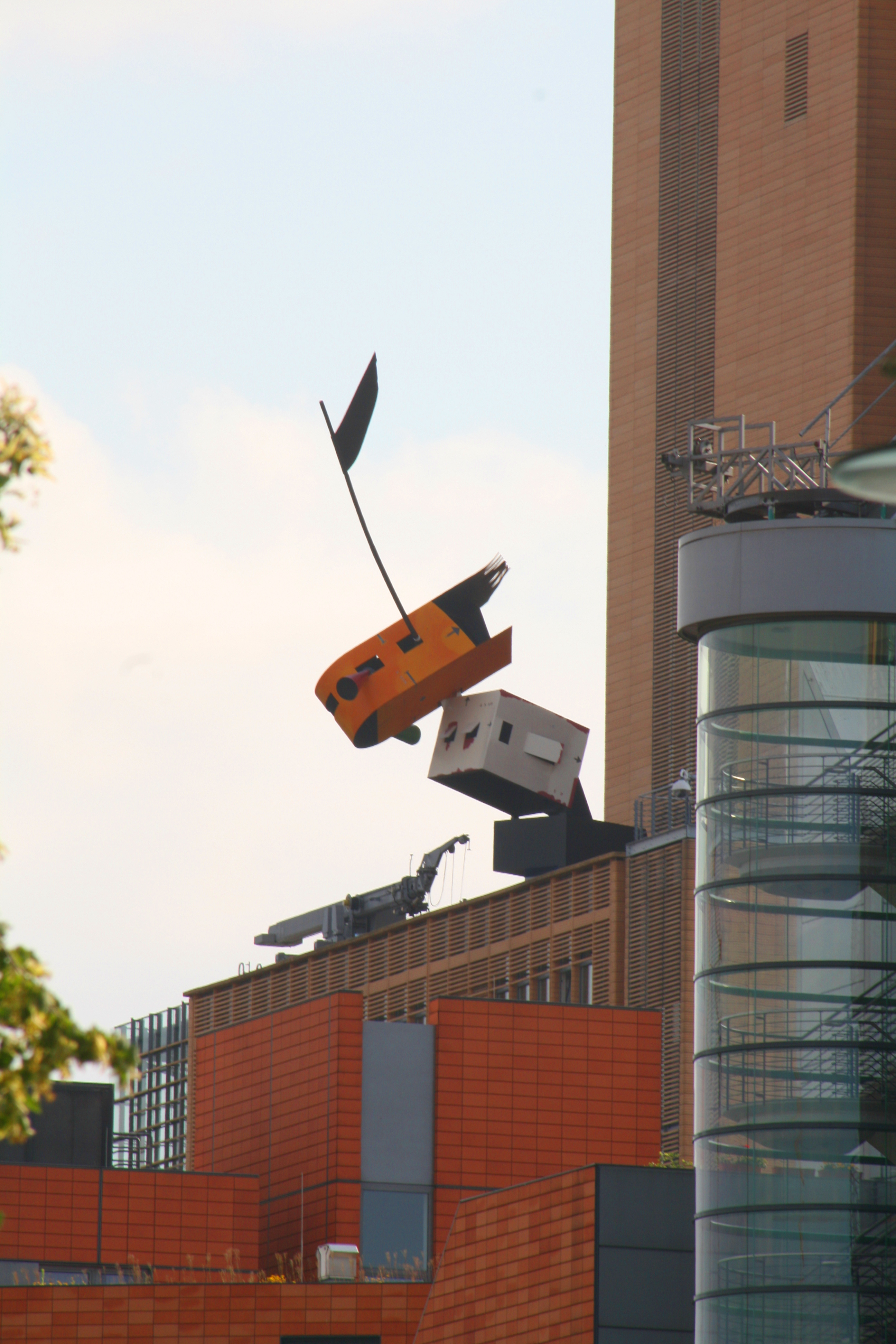
Gelandet на здании debis-Haus[нем.] в Берлине (2001)
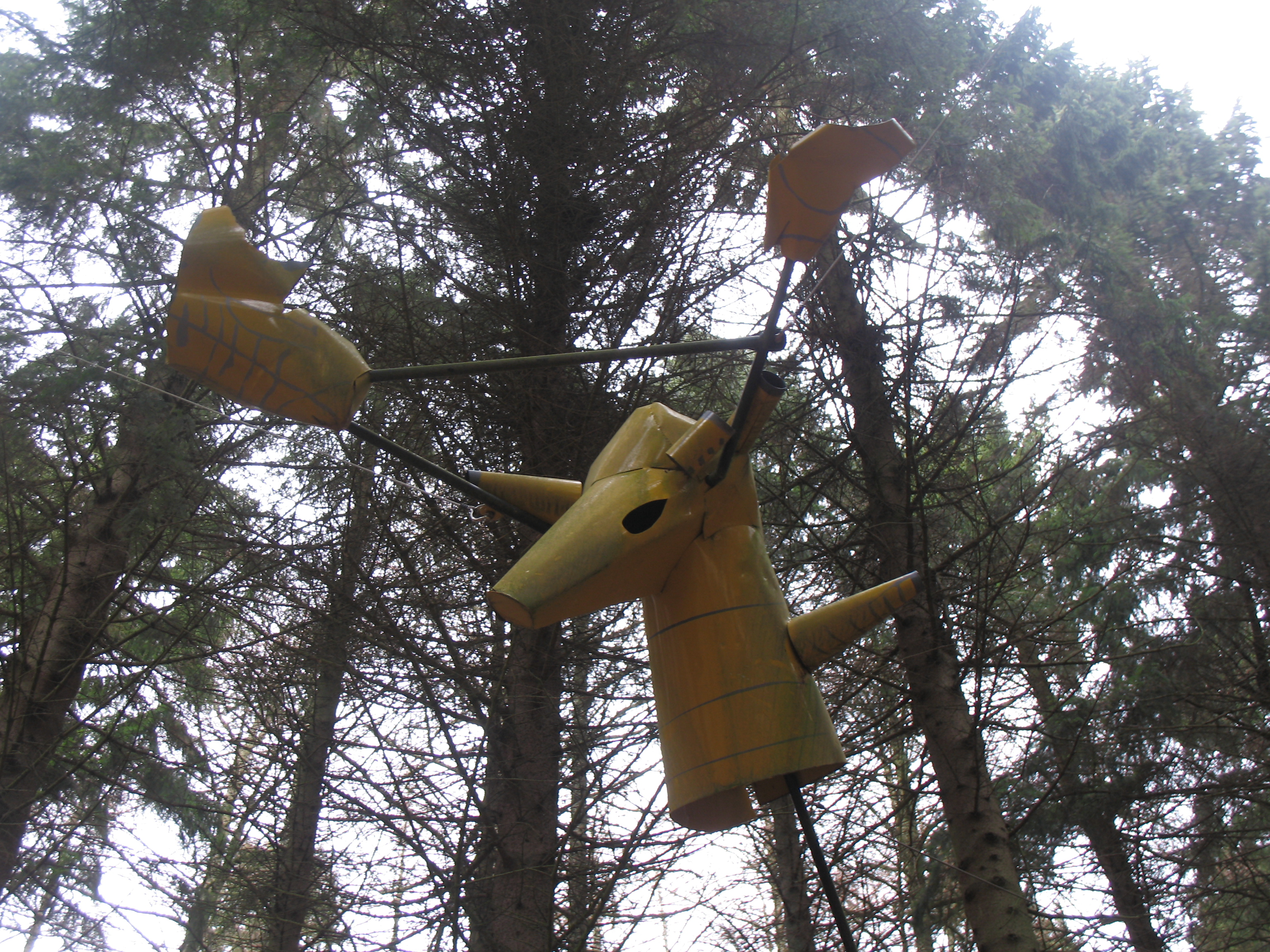
Apparition в лесу Tyrebagger в Абердине (2002)
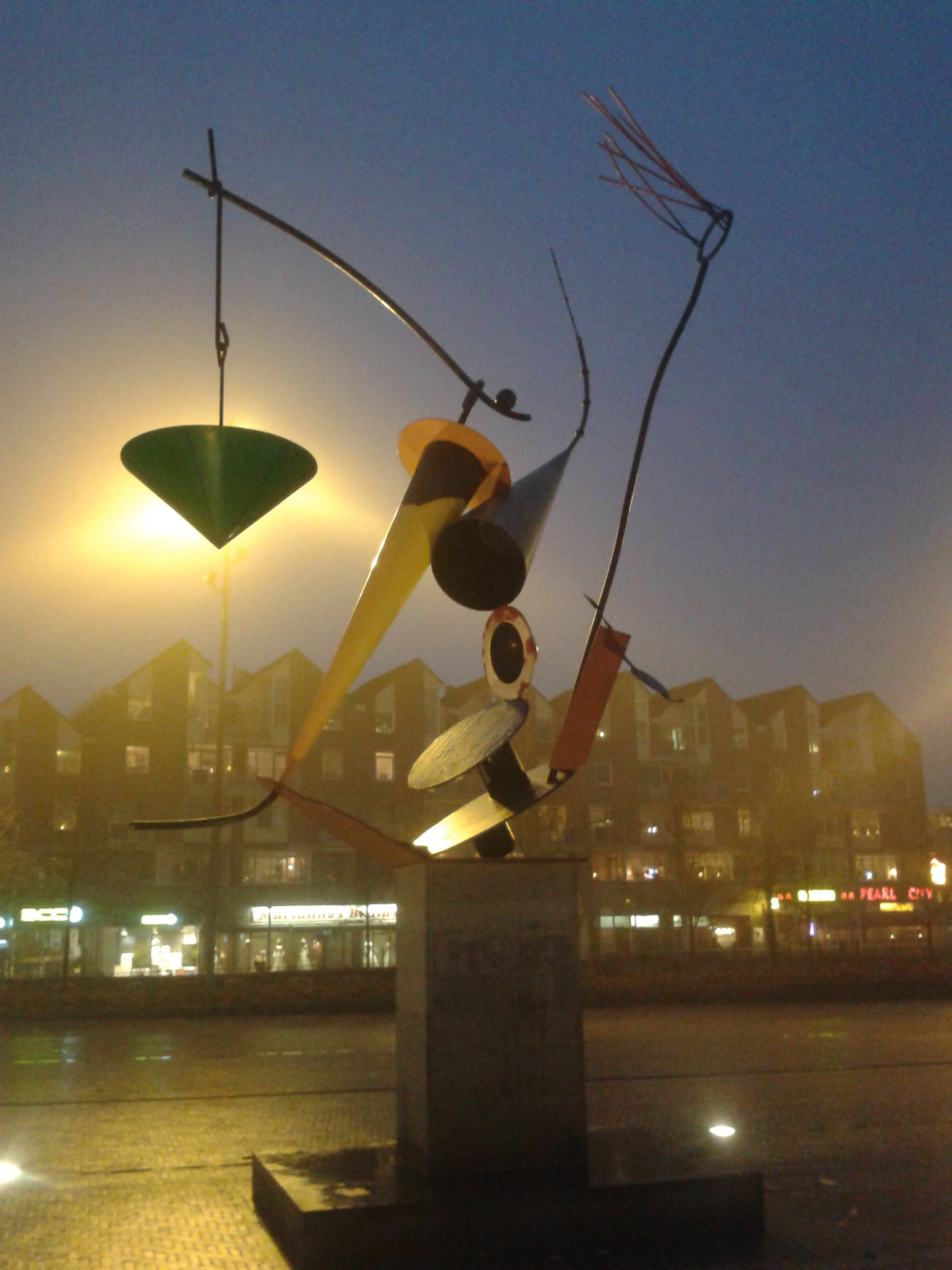
Без названия в городе Эде (2005)